# Scaphoideus morosus
Scaphoideus morosus är en insektsart som beskrevs av Melichar 1903. Scaphoideus morosus ingår i släktet Scaphoideus och familjen dvärgstritar. Inga underarter finns listade i Catalogue of Life.